# سیارک ۱۷۲۷۸
سیارک ۱۷۲۷۸ (به انگلیسی: 17278 Viggh، نامگذاری:2000LK27) هفده هزار و دویست و هفتاد و هشتمین سیارک کشف شده‌است که در ۶ ژوئن ۲۰۰۰ کشف شد.
قدر مطلق سیارک برابر ۱۷.۸ است.